# Parafia Chrystusa Króla w Marszałkach
Parafia Chrystusa Króla w Marszałkach – parafia rzymskokatolicka należąca do dekanatu Grabów diecezji kaliskiej. Prowadzą ją księża diecezjalni.

## Historia
Parafia została utworzona 2 czerwca 1950 roku dekretem abp. Walentego Dymka, a jej prowadzenie powierzono salezjanom. Pierwszym proboszczem został ks. Władysław Chmiel. W 2015 roku salezjanie przekazali parafię diecezji kaliskiej.
Od 1 listopada 2017 roku działa w Marszałkach Salezjański Dom Rekolekcyjny „Ognisko Miłosierdzia”.
Obecnie, od 2023 roku, proboszczem parafii jest ks. Sebastian Łagódka.

## Miejsca kultu
- Kościół Chrystusa Króla w Marszałkach – kościół parafialny
- Kaplica pw. Matki Bożej Częstochowskiej w Domu Pomocy Społecznej w Marszałkach, gdzie salezjanie pełnią posługę duszpasterską[4]